# Dahlen (Sassonia)
Dahlen è una città del libero stato della Sassonia, Germania, nel circondario della Sassonia settentrionale.

## Amministrazione

### Gemellaggi
- Cessy, Francia